# Girisagar, Bilgi
Girisagar là một làng thuộc tehsil Bilgi, huyện Bagalkot, bang Karnataka, Ấn Độ.